# 媳婦 (2009年電影)
《媳婦》（又被音譯為《柯林》或《科林》），是一部由耶爾梅克·圖爾蘇諾夫執導的哈薩克電影，講述一名女子被逼婚的故事。

## 劇情
《媳婦》的故事發生在公元後二世紀的哈薩克，主角柯林是一名年輕美麗的哈薩克女子。柯林愛上了一名名為梅爾根的清貧男子，但她被迫違背自己的意願，嫁給一個牧羊人。其後，柯林與牧羊人在雪中來到夫家，她的家婆和夫弟在等待新人回家；柯林漸漸適應了新環境，也接受了這名丈夫。雖然這場婚姻並非自願，但柯林的婚後生活比她想像中愉快，而她也學會與丈夫享受性生活。與此同時，梅爾根決定要奪回他的愛人，令柯林的生活再生變數。

## 製作

### 拍攝、音響及取景
《媳婦》一片沒有任何對白，亦只有少量電影配樂。《媳婦》以性愛場面來呈現女主角柯林與丈夫的婚姻生活，電影鏡頭首先讓觀眾把身為準新娘的她具像化；後來，鏡頭開始由上而下地拍攝柯林裸體的樣子，並在柯林首次與丈夫發生性行為後拍攝她的肌膚。有評論甚至形容，《媳婦》的電影原聲帶充滿着叫床聲。
這部電影在哈薩克的阿拉套取景，當地是一個杳無人煙的山區。

### 電影主題
《媳婦》的劇情是關於人類作為自然界一部分、以生存和繁衍後代作為目標的故事。導演耶爾梅克·圖爾蘇諾夫表示，他曾經聽說這樣的一個故事：在冬天，一個男子於山谷中死去，其他人需要等待春季來臨，才能把屍體運到他的出生地下葬。圖爾蘇諾夫指，這個故事刺激他構思《媳婦》的電影主題。此外，亦有一些評論認為《媳婦》是一部關於女性的電影，展示一名妻子、母親和媳婦的視角；評論又形容，女性在《媳婦》中扮演的角色構成了這部電影的主題。

## 反響
《媳婦》一片曾參與競逐第82屆奧斯卡金像獎的最佳外語片獎，並成功進入九強角逐阶段，被報導形容為「黑馬」。
《荷里活報道》的評論認為，圖爾蘇諾夫說故事的方法創新，帶來令人驚喜的現代感；評論同時形容，《媳婦》是一場視覺和抒情的盛宴，電影中的感情被剝去至只剩下本質，又不會過度情緒化。聖塔芭芭拉城市學院的電影評論則讚揚《媳婦》的電影主題和電影攝影技術，但批評電影的演員和劇情比同業遜色。《國際銀幕》的評論則認為，《媳婦》的電影攝影手法優美，但在藝術電影市場中稱不上與眾不同，亦不太可能複製另一部哈薩克電影《圖班嫁給我》的成功。
雖然《媳婦》獲得一些正面評價，但這部電影亦因性愛場面而受到爭議；有評論批評電影中的性愛場面具冒犯性，但圖爾蘇諾夫則堅持要放映此電影的完整版本。

## 外部連結
- 互联网电影数据库（IMDb）上《媳婦》的资料（英文）